# 2004年美国网球公开赛
2004年美国网球公开赛。

## 冠军
单打列出冠亚军以及决赛比分，双打列出冠军组合。

### 男子单打
主条目：2004年美国网球公开赛男子单打比賽
费德勒（瑞士）6-0 7-6(3) 6-0 休伊特（澳大利亚）

### 女子单打
主条目：2004年美国网球公开赛女子单打比賽
库兹涅佐娃（俄罗斯）6-3 7-5 德门蒂耶娃（俄罗斯）

### 男子双打
主条目：2004年美国网球公开赛男子双打比赛
諾爾斯（巴哈马）/内斯特（加拿大）

### 女子双打
主条目：2004年美国网球公开赛女子双打比赛
帕斯奎尔（西班牙）/苏亚雷斯（阿根廷）

### 混合双打
主条目：2004年美国网球公开赛混合双打比赛
兹沃娜莱娃（俄罗斯）/B 布赖恩（美国）
| 前任： 2003年美国网球公开赛     | 美国网球公开赛 2004年 | 繼任： 2005年美国网球公开赛     |
| 前任： 2004年温布尔登网球锦标赛 | 网球大满贯 2004年     | 繼任： 2005年澳大利亚网球公开赛 |